# Ozineus moestus
Ozineus moestus là một loài bọ cánh cứng trong họ Cerambycidae.